# Planta Nova
Planta Nova – ook wel Tardana – is een Spaanse witte druivenvariëteit bedoeld voor het maken van wijn, maar ook wel gebruikt wordt als tafeldruif.
Het is een zeer laat rijpende druif met stevige dikke schil en goede bewaareigenschappen. Tot de komst van pitloze tafeldruiven werd deze druif veel aangeplant. Men kon de eerste druiven als tafeldruif verkopen, om daarna van het restant wijn te kunnen maken. Met het verliezen van het marktaandeel in tafeldruif is de aanbouw van deze druivenvariëteit gedecimeerd.
De druiven leveren geen hoog alcoholpercentage aan de wijn op.
In Spanje is er zo’n 2000 ha mee beplant (1999). In de Spaanse wijnbouw is de druif toegestaan in Utiel-Requena DO.
Volgens wijnrecensent Harold Hamersma zou – blijkens enkele wijncritici waaronder Jancis Robinson – de druif al in 1513 genoemd zijn in het werk van de Spaanse auteur Gabriel Alonso de Herrera.

## Synoniemen
- Alligator
- Alva
- Alvarelhao Branco
- Cepa de Grande
- Cetima

- Coma
- Luparello
- Tortozon (Valencia)
- Uva Planta